# نسوية إلكترونية

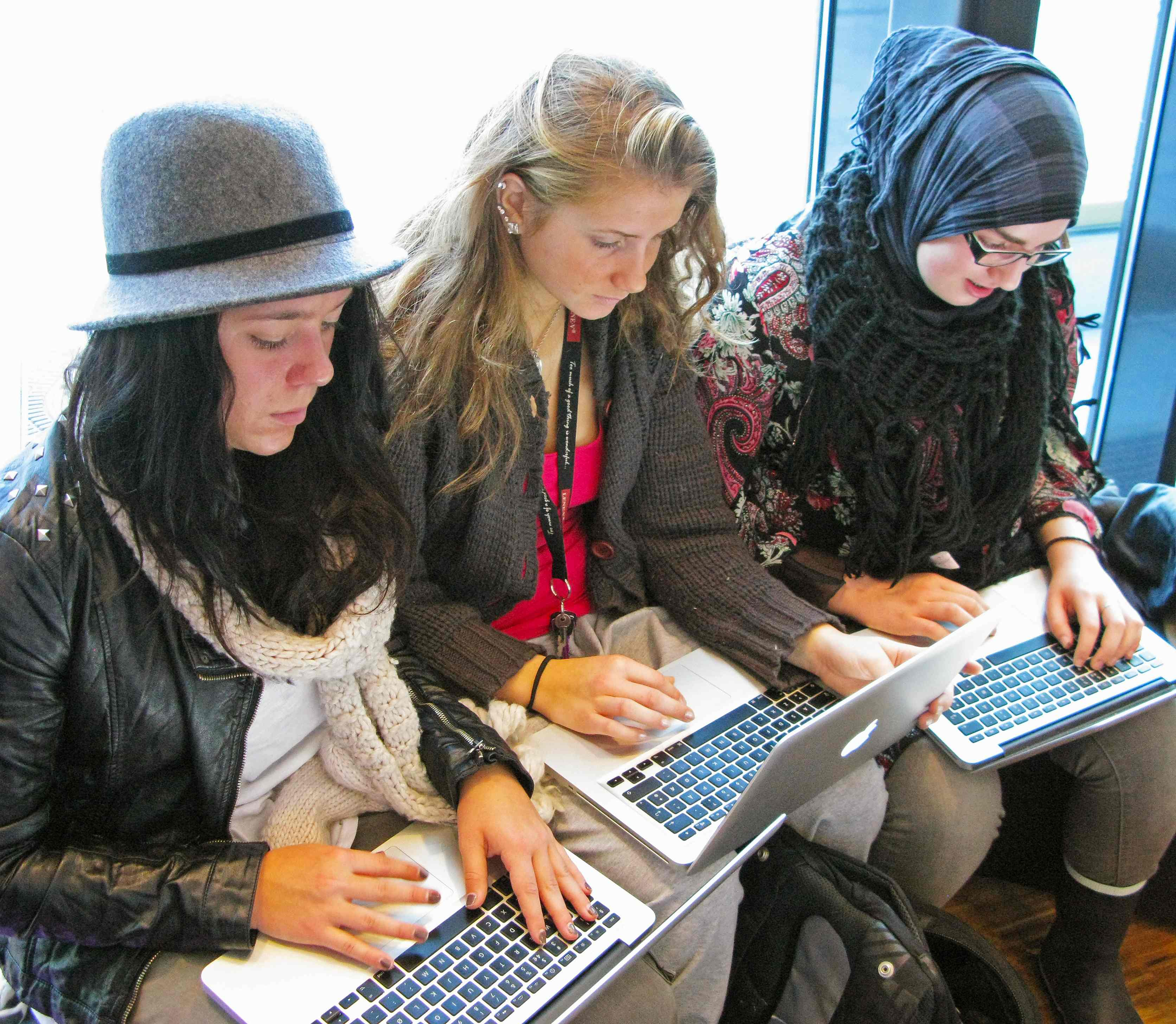
التمكين الرقمي في التعليم: خطوة نحو تحقيق العدالة التكنولوجية

النسوية الإلكترونية هي فلسفة ومجموعة من النظريات والممارسات المتعلقة بالتفاعلات بين النسوية والفضاء الإلكتروني. جاء استخدامه لأول مرة عام 1992 من قبل المنظرة البريطانية سادي بلانت بالاشتراك مع مجموعة من الفنانين الأستراليين فانز ماتريكس. أشارت بلانت إلي المصطلح بالعلاقة بين المرأة والتكنولوجيا والتي وصفتها بالحميمية. ويعزز تيار النسوية الإلكترونية العلاقة بين المرأة والتكنولوجيا بهدف البحث وفك شفرات والهيمنة والسيطرة على الثقافة التكنولوجية، محققة بذلك القدرة التجريبية والإمكانات التي يقدمها الفضاء الإلكتروني لخلق تشكيلات اجتماعية وهويات أخرى مع إعطاء طابع آخر مختلف للنشاط السياسي.
جاءت نشأة النسوية الإلكترونية منتعشة بالتوسع الذي حدث في تكنولوجيا المعلومات والاتصالات الجديدة وتأثير الموجة النسوية الثالثة، وخصوصًا مع عالمة الأحياء دونا هاراواي عام 1991. بطبيعتها، فإن النسوية الإلكترونية بحاجة إلى ممارسة متعددة وغير تمركزية وتشاركية حيث تتعايش الكثير من الخطوط المختلفة. تأتي ممارسة الفن النسوي الإلكتروني مترابطة مع نظرية دراسة النوع.